# 渭南南站
渭南南站位于中国陕西省渭南市临渭区沋河水库东岸，于2003年启用，为西安铁路局管辖的宁西铁路上四等站，2015年随宁西铁路的改造而停用拆除。营业时，渭南南站每天仅有西安站往来商南站的7007/7008的一对列车停靠 。

## 交通
- 在渭南市民生路与华山大街交叉口乘坐去往花园乡的班车，到“沋河水库自然保护区”的牌子处下车，见一Y型叉路口。沿着叉路口的左侧(较泥泞的路面)步行，大约800米后，又见一岔口，右转继续前行，上山，过铁路，再步行500m即到。也可坐上述班车到沋河大坝路口，徒步穿过大坝并上山，穿过铁路，再步行500m到达。
- 从渭南站坐316路到青青家园下车，转乘上述班车，或步行上山亦可到达。